# 黃扇鳶尾

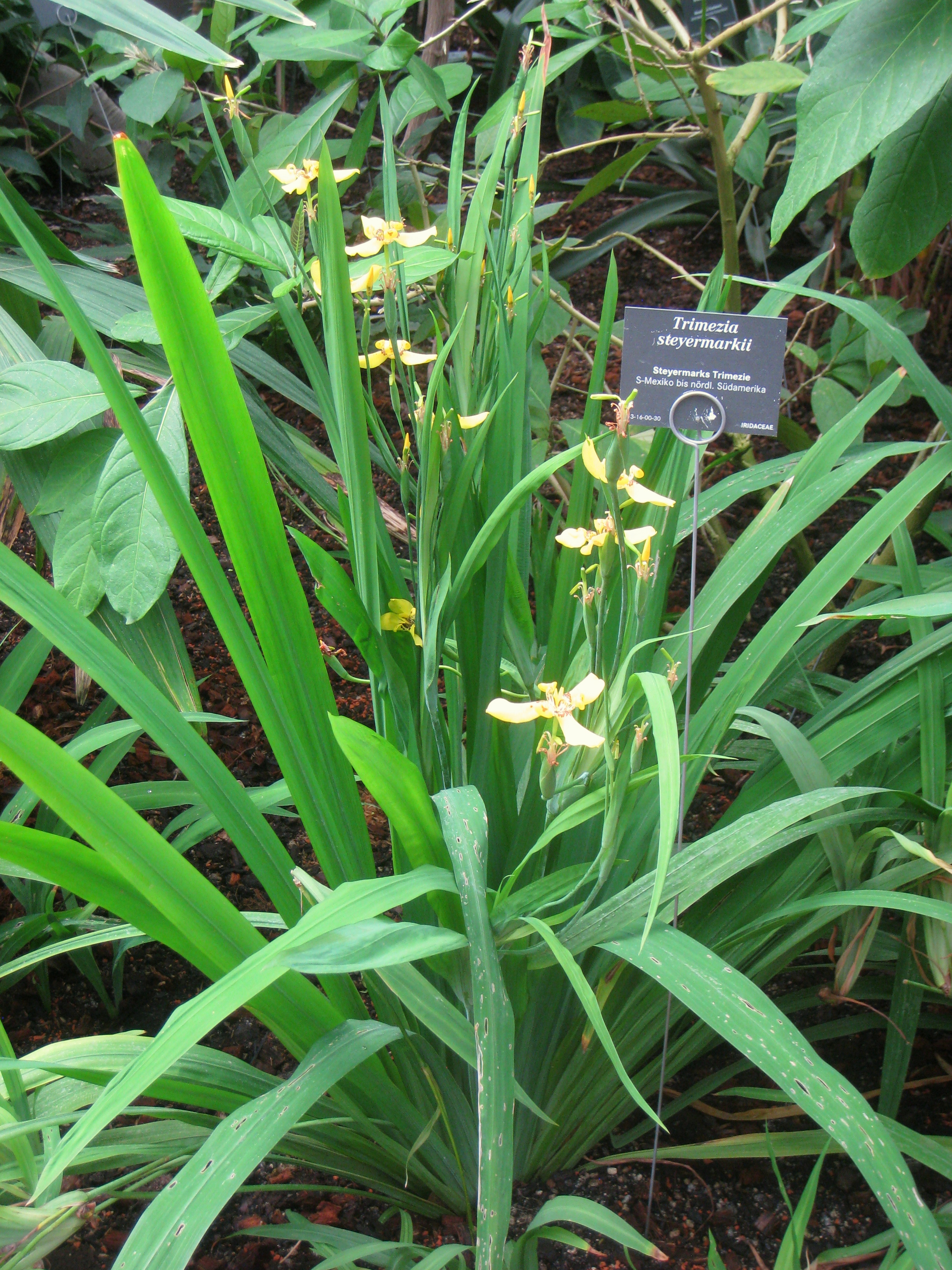
黃扇鳶尾

黃扇鳶尾（学名：Trimezia steyermarkii），為多年生草本，又名黃花巴西鳶尾、黃花鳶尾、長葉野鳶尾、水生黃花鳶尾、黃菖蒲，原產於墨西哥南部至巴西，为鳶尾科黃扇鳶属下的一个种。

## 特徵
黃扇鳶尾花鞘內的黃花開完後會長出小苗，這種現象在植物學上稱為「胎生現象」，隨著小苗長大，花莖會下垂至地面，小苗便能著地發根成為新的植株，這也是英文俗名Yellow Walking Iris（會走路的鳶尾）的由來。

## 習性
黃扇鳶尾適應性強，可種在土裡，也可栽於水中或是溼地，屬於容易栽植的園藝觀賞植物。

## 引文出處
1. ↑  . （原始内容存档于2020-02-25）.